# Pseudokerremansia
Pseudokerremansia è un genere di coleotteri della famiglia Buprestidae, originario dell'Africa.

## Tassonomia
- Pseudokerremansia arcuata (Peringuey, 1908)
- Pseudokerremansia zuluensis Bellamy, 2008